# 荣廷昭
荣廷昭（1936年1月5日—），重庆璧山人，中国玉米遗传育种学专家。1957年毕业于四川农学院农学系。2003年当选为中国工程院院士。